# Hyalothyrus infernalis
Hyalothyrus infernalis är en fjärilsart som beskrevs av Heinrich Benno Möschler 1876. Hyalothyrus infernalis ingår i släktet Hyalothyrus och familjen tjockhuvuden. Inga underarter finns listade i Catalogue of Life.